# Autoclaaf (laboratorium)

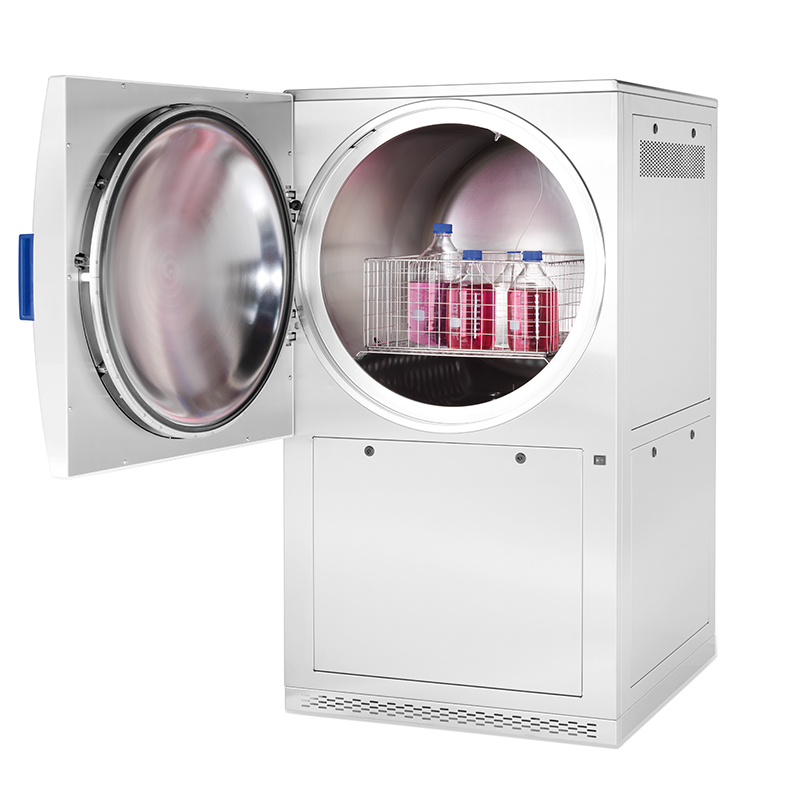
Een autoclaaf voor sterilisatie van vloeistoffen (kweekmedia), materialen and decomtaminatie van afval.

Een autoclaaf is een toestel waar door middel van stoom onder druk vloeistoffen, instrumenten, glas, bepaalde kunststoffen en afvalmaterialen gesteriliseerd kunnen worden. Een standaardcyclus is 15 minuten bij 121° Celsius, of 3 minuten bij 134 °C en 2 atmosfeer druk (voor onverpakt materiaal) of 5 atmosfeer voor verpakt materiaal.
Een autoclaaf bestaat uit een drukvat dat water bevat en een bakje van gaas of geperforeerd metaal waarin de instrumenten gesteriliseerd kunnen worden. Door de overdruk wordt de temperatuur van het water hoger dan 100 °C (121 °C - 134 °C), waardoor bacteriën, virussen en schimmels sneller en zekerder worden gedood. Een autoclaaf wordt onder andere gebruikt in microbiologische laboratoria en ziekenhuizen
Men onderscheidt drie types autoclaven:
- B-type toestel: heeft een vacuümpomp die een vóór- en na-vacuüm maakt. Het vóór-vacuüm verwijdert de lucht uit de sterilisatieruimte die dan door stoom vervangen wordt. Hierdoor kunnen er geen bacteriën ingesloten worden in luchtbellen, die zo het sterilisatieproces zouden kunnen overleven. Een tweede voordeel is dat de druk in de autoclaaf een hele atmosfeer lager is. Het na-vacuüm onttrekt dan de stoom uit de sterilisatiekamer.
- S-type toestel: heeft ofwel een vóór-vacuüm ofwel een na-vacuüm
- N-type toestel: heeft noch vóór-vacuüm noch na-vacuüm

## Testen
De goede werking van een autoclaaf kan gecontroleerd worden door middel van biologische indicatoren. Deze indicatoren bevatten resistente bacteriële sporen, die een sterilisatiecyclus moeten ondergaan en dan opgestuurd worden naar een laboratorium dat de vernietiging van deze sporen zal controleren. Er bestaan ook tape indicatoren, of indicatoren die op sterilisatieverpakking staan en waar witte strepen omslaan in zwarte strepen na een volledige sterilisatiecyclus, doch deze zijn onbetrouwbaar, en kunnen in elk geval niet garant zijn voor een goede sterilisatie.
Belangrijk zijn ook de testen die de penetratie van de stoom binnen het te steriliseren linnen controleren, hiervoor wordt het Bowie & Dick testpakket gebruikt, dat een van de moeilijkst te steriliseren producten is. Om te zien of de autoclaaf ook geschikt is voor het steriliseren van holle buizen, wordt de Helix-test toegepast. Deze bestaat uit een 150 cm lange opgerolde slang (vandaar de naam helix), waarvan één uiteinde afgesloten wordt door een capsule waarin een biologische of een chemische indicator geplaatst wordt.

## Conserveren levensmiddelen
Bij het conserveren van voedsel voor mensen en huisdieren kan op dezelfde manier verhitting onder druk plaatsvinden. Sterilisatie voorkomt bederf, dat weer zou kunnen leiden tot het uitzetten en lekken van de verpakking.